# جورج نوینسون
جورج نوینسون (انگلیسی: George Nevinson; ۳ اکتبر ۱۸۸۲ – ۱۳ مارس ۱۹۶۳) شناگر اهل بریتانیا بود.